# 李荣 (明朝宦官)
李荣（1430年—1512年），字茂春， 河南洛阳人，正德时期的司礼监太监。

## 生平
宣德五年（1430年），出生。
正统五年（1440年），进入宫廷，侍候乾清宫。
成化元年（1465年），官至太监，允许在宫廷乘马，赐蟒衣一袭。
成化十四年（1478年），汉阳王冒报宗籍，奉命前往勘察核实。回来之后，奉命进入司礼监，赏赐玉带，赐贵岁禄十二石。
成化十八年（1482年），奉命守备留都。
弘治元年（1488年），被明孝宗召回。
弘治四年（1491年），奉命与驸马都尉周景勘和核徽府狱。
弘治十年（1497年），奉命主持德清公主婚礼，赐肩舆。
弘治年间，侍奉太子朱厚照，担任太子身边的诗文朗读。
正德元年（1506年），奉命阅五军营、三千营、神机营及十二营军务，赏罚明当。晋升司礼监太监，凡国家大政皆能参决。
正德三年（1508年），赏赐白金彩币表示慰劳。
正德七年（1512年），去世，享年83岁。

## 亲属
- 李成府（曾祖父）
- 李敬（祖父）
- 李升（父）
- 魏氏（母）
- 李珍（从子）—镇国将军、锦衣卫掌卫事、都指挥同知
- 李华（从子）—锦衣卫指挥佥事
- 李春（从子）—锦衣卫指挥佥事
- 李裕（从子）—锦衣卫正千户
- 李鸾（从子）—锦衣卫正千户
- 李凤（从子）
- 李江（从子）—锦衣卫指挥佥事
- 李钺（从子）—锦衣卫正千户
- 李昂（从子）—锦衣卫副千户
- 李昱（从子）—锦衣卫副千户
- 李晟（从子）—锦衣卫百户
- 李淮（从子）—锦衣卫百户
- 李昙（从子）—锦衣卫百户

| 前任： 陈宽 (明朝宦官) | 司礼监掌印太监 1506年—1508年 | 繼任： 劉瑾 |